# Greatest Hits (Bruce Springsteen-album)
 For alternative betydninger, se Greatest Hits. (Se også artikler, som begynder med Greatest Hits)
Greatest Hits er Bruce Springsteens første opsamlingsalbum, udgivet den 27. februar 1995 af Columbia Records. Det er en samling af nogle af Springsteens hit singler og populære album numre gennem årene og fire ekstra numre i slutningen, der er optaget med E Street Band i 1995. Nogle af sangene er kortere versioner end de oprindelige udgivelser.
Indarbejdelsen af de "nye" numre blev portrætteret i den dokumentariske Blood Brothers i 1996. "Murder Incorporated" og "This Hard Land" var i virkeligheden, ubrugte 1982 sange fra Born in the U.S.A. sessioner, men her mere end et årti senere genindspillet. "Blood Brothers", blev derimod afslutningssangen i forbindelse med 1999-2000 Reunion Tour og 2002-2003 Rising Tour, begge gange med et ekstra vers. "Secret Garden" opnåede berømmelse via soundtracket i 1996 filmen Jerry Maguire. Alternative versioner af flere af disse nye numre blev udgivet på EP'en Blood Brothers i 1996.
Albummet var en kommerciel succes, det toppede på den amerikanske Billboard 200 og den britiske UK Albums Chart og solgte mere end fire millioner eksemplarer i USA.

## Trackliste
1. "Born to Run" – 4:30
  - (Original udgivet på albummet Born to Run i 1975)
2. "Thunder Road" – 4:48
  - (Original udgivet på albummet Born to Run i 1975)
3. "Badlands" – 4:03
  - (Original udgivet på albummet Darkness on the Edge of Town i 1978)
4. "The River" – 5:00
  - (Original udgivet på albummet The River i 1980)
5. "Hungry Heart" – 3:20
  - (Original udgivet på albummet The River i 1980)
6. "Atlantic City"
  - (Original udgivet på albummet Nebraska i 1982)
7. "Dancing in the Dark" – 4:03
  - (Original udgivet på albummet Born in the U.S.A. i 1984)
8. "Born in the U.S.A." – 4:41
  - (Original udgivet på albummet Born in the U.S.A. i 1984)
9. "My Hometown" – 4:12
  - (Original udgivet på albummet Born in the U.S.A. i 1984)
10. "Glory Days" – 3:49
  - (Original udgivet på albummet Born in the U.S.A. i 1984)
11. "Brilliant Disguise" – 4:14
  - (Original udgivet på albummet Tunnel of Love i 1987)
12. "Human Touch" – 5:10
  - (Original udgivet på albummet Human Touch i 1992)
13. "Better Days" – 3:44
  - (Original udgivet på albummet Lucky Town i 1992)
14. "Streets of Philadelphia" – 3:16
  - (Original udgivet på soundtracket Philadelphia i 1994)
15. "Secret Garden" – 4:27
  - (Indspillet i januar 1995 i The Hit Factory, New York)
16. "Murder Incorporated" – 3:57 
  - (Indspillet i The Power Station april/maj 1982)
17. "Blood Brothers" – 4:34
  - (Indspillet i januar 1995 i The Hit Factory, New York)
18. "This Hard Land" – 4:50
  - (Indspillet i januar 1995 i The Hit Factory, New York)